# Canthochilum matthewsi
Canthochilum matthewsi là một loài bọ cánh cứng trong họ Bọ hung (Scarabaeidae).